# Nikkhil Advani
Nikkhil Suresh Advani (Bombay, 28 de abril de 1971) es un cineasta indio, activo en la industria de Bollywood.

## Biografía
Advani es uno de los fundadores de Emmay Entertainment, una compañía india de producción cinematográfica. Ha trabajado con el activista y ecologista Bittu Sehgal y ha colaborado con el proyecto Save The Tiger en la conservación de los tigres en su país. Inició su carrera como director en 2003 con el filme Kal Ho Naa Ho, y desde entonces se ha involucrado en la producción o dirección de más de una veintena de películas y series de televisión.

## Filmografía

### Cine
| Año  | Título                      | Director | Escritor | Productor | Director asociado |
| ---- | --------------------------- | -------- | -------- | --------- | ----------------- |
| 1998 | Kuch Kuch Hota Hai          |          |          |           | Sí                |
| 2000 | Mohabbatein                 |          |          |           | Sí                |
| 2001 | Kabhi Khushi Kabhie Gham... |          |          |           | Sí                |
| 2003 | Kal Ho Naa Ho               | Sí       |          |           |                   |
| 2007 | Salaam-e-Ishq               | Sí       | Sí       |           |                   |
| 2009 | Chandni Chowk to China      | Sí       |          |           |                   |
| 2010 | Jaane Kahan Se Aayi Hai     |          |          | Sí        |                   |
| 2011 | Patiala House               | Sí       | Sí       |           |                   |
| 2012 | Delhi Safari                | Sí       | Sí       |           |                   |
| 2013 | D-Day                       | Sí       | Sí       | Sí        |                   |
| 2015 | Hero                        | Sí       | Sí       |           |                   |
| 2015 | Katti Batti                 | Sí       | Sí       | Sí        |                   |
| 2016 | Airlift                     |          |          | Sí        |                   |
| 2016 | Guddu Engiineer             | Sí       |          |           |                   |
| 2017 | Lucknow Central             |          |          | Sí        |                   |
| 2018 | Satyameva Jayate            |          |          | Sí        |                   |
| 2018 | Baazaar                     |          | Sí       | Sí        |                   |
| 2019 | Batla House                 | Sí       | Sí       | Sí        |                   |
| 2019 | Marjaavaan                  |          |          | Sí        |                   |
| 2020 | Indoo Ki Jawani             |          |          | Sí        |                   |
| 2020 | Unpaused                    | Sí       |          |           |                   |
| 2021 | Sardar Ka Grandson          |          |          | Sí        |                   |
| 2021 | Satyameva Jayate 2          |          |          | Sí        |                   |
| 2021 | Bell Bottom                 |          | Sí       |           |                   |
| 2022 | Mrs Chatterjee Vs Norway    |          | Sí       |           |                   |

### Televisión
| Año  | Título                  | Canal        | Creador | Director | Productor |
| ---- | ----------------------- | ------------ | ------- | -------- | --------- |
| 2015 | Shaadi Vaadi & All That | MTV India    |         |          | Sí        |
| 2016 | P.O.W. - Bandi Yuddh Ke | Star Plus    | Sí      |          |           |
| 2020 | Hasmukh                 | Netflix      |         |          | Sí        |
| 2021 | Mumbai Diaries 26/11    | Amazon Prime | Sí      |          |           |
| 2021 | The Empire              | Hotstar      | Sí      |          |           |
| 2022 | Rocket Boys             | Sony Liv     |         |          |           |